# Jay Scrubb
Jayden Amari „Jay” Scrubb (ur. 1 września 2000 w Louisville) – amerykański zawodowy koszykarz, występujący na pozycji rzucającego obrońcy, od 2023 zawodnik Boston Celtics.
W 2021 reprezentował Los Angeles Clippers podczas rozgrywek letniej ligi NBA w Las Vegas.
Został pierwszym zawodnikiem JUCO od czasów Donta Smitha (2004) wybranym w drafcie NBA.
15 lipca 2023 zawarł umowę z Boston Celtics na występy zarówno w NBA, jak i zespole G-League – Maine Celtics. 22 października 2023 opuścił klub.

## Osiągnięcia
Stan na 29 października 2023, na podstawie, o ile nie zaznaczono inaczej.
NJCAA
- Koszykarz roku NJCAA Division I (2020 według NABC, Region 24)
- Debiutant roku konferencji Great Rivers Athletic (GRAC – 2019)
- Zaliczony do I składu NJCAA DI All-America (2019, 2020 przez NABC, Region 24)